# Aleksandra Pawliszyn
Aleksandra Pawliszyn (ur. 30 grudnia 1958) – polska filozofka, specjalizująca się w obszarach fenomenologii oraz hermeneutyki filozoficznej.

## Życiorys
Doktorat uzyskała w 1991 roku na Uniwersytecie Warszawskim, na podstawie pracy pt. Czynności rozumienia w hermeneutyce Gadamera i psychoanalizie Freuda, zaś habilitowała się w 2002 roku, również na Uniwersytecie Warszawskim, na podstawie pracy pt. Krajobrazy czasu. Obecne dociekania egzystencjalnej wartości czasu. Przez osiem lat Kierownik Zakładu Teorii Poznania w Instytucie Filozofii, Socjologii i Dziennikarstwa Uniwersytetu Gdańskiego. Od 2015 roku profesor Akademii Sztuk Pięknych w Gdańsku, będącą obecnie jej pierwszym miejscem pracy. Od 1991 roku członek International Husserl and Phenomenology Research Society (USA). Autorka sześciu samodzielnych książek.

## Wybrane publikacje
- Skryte podstawy rozumienia. Hermeneutyka a psychoanaliza, Wydawnictwo Uniwersytetu Gdańskiego, Gdańsk 1993. Jej merytoryczne przesłanie konsultowane listownie z Hansem-Georgiem Gadamerem, a wydanie dotował Minister Edukacji Narodowej
- Świat człowieka i Kosmos – poprzez metaforę, Humaniora, Poznań 1999.
- Filozofia a humanistyka, Humaniora, Poznań 2000.
- Misterium śmierci spotkaniem ze sobą. Egzystencjalne interpretacje fenomenu śmierci, (red.) Aleksandra Pawliszyn i Włodzimierz Pawliszyn, Wydawnictwo Uniwersytetu Gdańskiego, Gdańsk 1996.
- Ontologiczne studium metafory, t. I Biblioteki „Hermeneutyka Przejść”, Wydawnictwo Uniwersytetu Gdańskiego, Gdańsk 2009.
- The Truth of Suffering (Levinas) and the Truth Crystallized in the Work of Art (Gadamer), “Analecta Husserliana”, vol. XCII, 2006, [Springer], also abstract in The Philosopher`s Index.
- A Temporality of Dasein (Heidegger) and a Time of the Other (Levinas), „Analecta Husserliana”, vol. LXXVII, 2002, [Kluwer Academic Publishers], also abstract in The Philosopher`s Index.
- An Archeology of HappeningsInspired by Death. The Philosophical Word before that which Is Inevitable w wydawnictwie Lambert, Academic Publishing.